# شتانسدورف
شتانسدورف (به آلمانی: Stahnsdorf) یک شهر در آلمان است که در پوتسدام-میتلمارک واقع شده‌است. شتانسدورف ۱۳٬۴۸۸ نفر جمعیت دارد.